# ليدي أوفري
ليدي أوفري (بالفرنسية: Lydie Auvray)‏ (مواليد 1956 في لونغرون سور مير في دائرة كالفادوس في نورماندي في فرنسا) هي عازفة أكورديون وملحنة ومغنية فرنسية. تعيش في كولونيا.
بعد إنهاء دراستها في عام 1974 انتقلت إلى ألمانيا لتحسين مهاراتها اللغوية. ظهرت للمرة الأولى على المسرح في برلين عام 1976، وعزفت مع المغني يورغن سلوبيانكا. في العام التالي بدأت جولة كمرافقة للعديد من المغنين في ألمانيا الغربية، ومنهم تومي باير وكلاوس هاوفمان.
بدأت من عام 1980 العزف والتجوال مع المغني الشعبي الألماني هانز فيدر. وكونت في عام 1982 فرقتها الخاصة من العازفين واسمها أوفريت.
سجلت عدة ألبومات في أوائل الثمانينات. أما ألبوم «داكور» D’accord أنتجه صديقها ستيفان ستوبوك. ثم قامت بالعديد من الرحلات إلى جزر المارتينيك، وكان لها الأثر على أعمالها.
وفي عام 2003 نشرت سيرتها الذاتية بعنون «يوبيل» Jubiläum.

## روابط خارجية
- ليدي أوفري على موقع IMDb (الإنجليزية)
- ليدي أوفري على موقع ميوزك برينز (الإنجليزية)
- ليدي أوفري على موقع ديسكوغز (الإنجليزية)
- ليدي أوفري على موقع كينوبويسك (الروسية)